# 阿尔文迭戈
阿尔文迭戈，是西班牙卡斯蒂利亚-拉曼恰瓜达拉哈拉省的一个市镇。总面积23平方公里，总人口43人（2001年），人口密度2人/平方公里。